# Rajalampi
Rajalampi är en sjö i kommunen Lieksa i landskapet Norra Karelen i Finland. Sjön ligger 146 meter över havet. Den är 1,5 meter djup. Arean är 83 hektar och strandlinjen är 4,01 kilometer lång. Sjön  ingår i Vuoksens huvudavrinningsområde.   Den ligger omkring 100 kilometer norr om Joensuu och omkring 470 kilometer nordöst om Helsingfors. 